# Communauté de communes de l'Europort
La communauté de communes de l'Europort était une communauté de communes française, située dans le département de la Marne et la région Champagne-Ardenne.
Elle a fusionné avec d'autres intercommunalités pour former, au 1er janvier 2014, la nouvelle communauté d’agglomération de Châlons-en-Champagne Cités-en-Champagne.

## Histoire
Conformément au schéma départemental de coopération intercommunale de la Marne du 15 décembre 2011, elle fusionne fusionne au 1er janvier 2014 avec l'ancienne communauté d'agglomération de Châlons-en-Champagne, , la Communauté de communes de Jâlons (sauf la commune de Pocancy qui a rejoint la Communauté de communes de la Région de Vertus) et la Communauté de communes de la Région de Condé-sur-Marne, pour former ainsi la nouvelle communauté d’agglomération de Châlons-en-Champagne Cités-en-Champagne, qui regroupe 38 communes,.

## Territoire communautaire

### Composition
La communauté de communes était composée de 11 communes, dont la principale, Sommesous :
| Nom                     | Code Insee | Gentilé       | Superficie (km2) | Population (dernière pop. légale) | Densité (hab./km2) |
| ----------------------- | ---------- | ------------- | ---------------- | --------------------------------- | ------------------ |
| Bussy-Lettrée (siège)   | 51099      | Busséins      | 33,48            | 334 (2014)                        | 10                 |
| Cheniers                | 51146      |               | 15,58            | 117 (2014)                        | 7,5                |
| Dommartin-Lettrée       | 51212      | Dommartinois  | 32,67            | 152 (2014)                        | 4,7                |
| Haussimont              | 51285      | Haussimoniots | 17,63            | 145 (2014)                        | 8,2                |
| Lenharrée               | 51319      | Lenhriots     | 17,75            | 94 (2014)                         | 5,3                |
| Montépreux              | 51377      | Montéprellots | 15,41            | 40 (2014)                         | 2,6                |
| Sommesous               | 51545      | Sommesouyats  | 37,04            | 526 (2014)                        | 14                 |
| Soudé                   | 51555      | Soudeyots     | 31,94            | 178 (2014)                        | 5,6                |
| Soudron                 | 51556      | Soudroniers   | 43,02            | 307 (2014)                        | 7,1                |
| Vassimont-et-Chapelaine | 51594      | Vassimoniots  | 21,73            | 57 (2014)                         | 2,6                |
| Vatry                   | 51595      | Vatriots      | 8,39             | 127 (2014)                        | 15                 |

## Administration

### Élus
La communauté de communes était administrée par un conseil communautaire constitué de représentants de chaque commune, élus en leurs seins par les conseils municipaux.

### Liste des présidents
| Période | Période       | Identité          | Étiquette | Qualité                              |
| ------- | ------------- | ----------------- | --------- | ------------------------------------ |
| 1999    | 2008          | Jean Prot         |           | Maire de Bussy-Lettrée (1971 → 2004) |
| 2008    | décembre 2013 | François Bourbier |           | Maire de Sommesous                   |